# Большаков, Александр Михайлович
Алекса́ндр Миха́йлович Большако́в (род. 30 ноября 1969 года) — российский учёный-механик, профессор РАН (2016), член-корреспондент РАН (2019).
Главный научный сотрудник отдела механики и безопасности конструкций Института физико-технических проблем Севера им. В. П. Ларионова СО РАН.
Специалист в области механики, прочности, надежности и безопасности конструкций, эксплуатирующихся при низких климатических температурах Севера и Арктики.
Ведёт преподавательскую деятельность в Северо-Восточном федеральном университете.
Автор и соавтор 217 научных работ, из них 8 монографий, 5 патентов на изобретение и 2 учебно-методических трудов.
Под его руководством подготовлены и защищены 3 кандидатские диссертации.